# Galium bigeminum
Galium bigeminum är en måreväxtart som beskrevs av August Heinrich Rudolf Grisebach. Galium bigeminum ingår i släktet måror, och familjen måreväxter. Inga underarter finns listade i Catalogue of Life.